# Опрятково
Опрятково — деревня в Кирилловском районе Вологодской области.
Входит в состав Чарозерского сельского поселения, с точки зрения административно-территориального деления — в Чарозерский сельсовет.
Расстояние по автодороге до районного центра Кириллова — 86 км, до центра муниципального образования Чарозера — 2 км.
По переписи 2002 года население — 3 человека.